# Широківська сільська рада (Запорізький район)

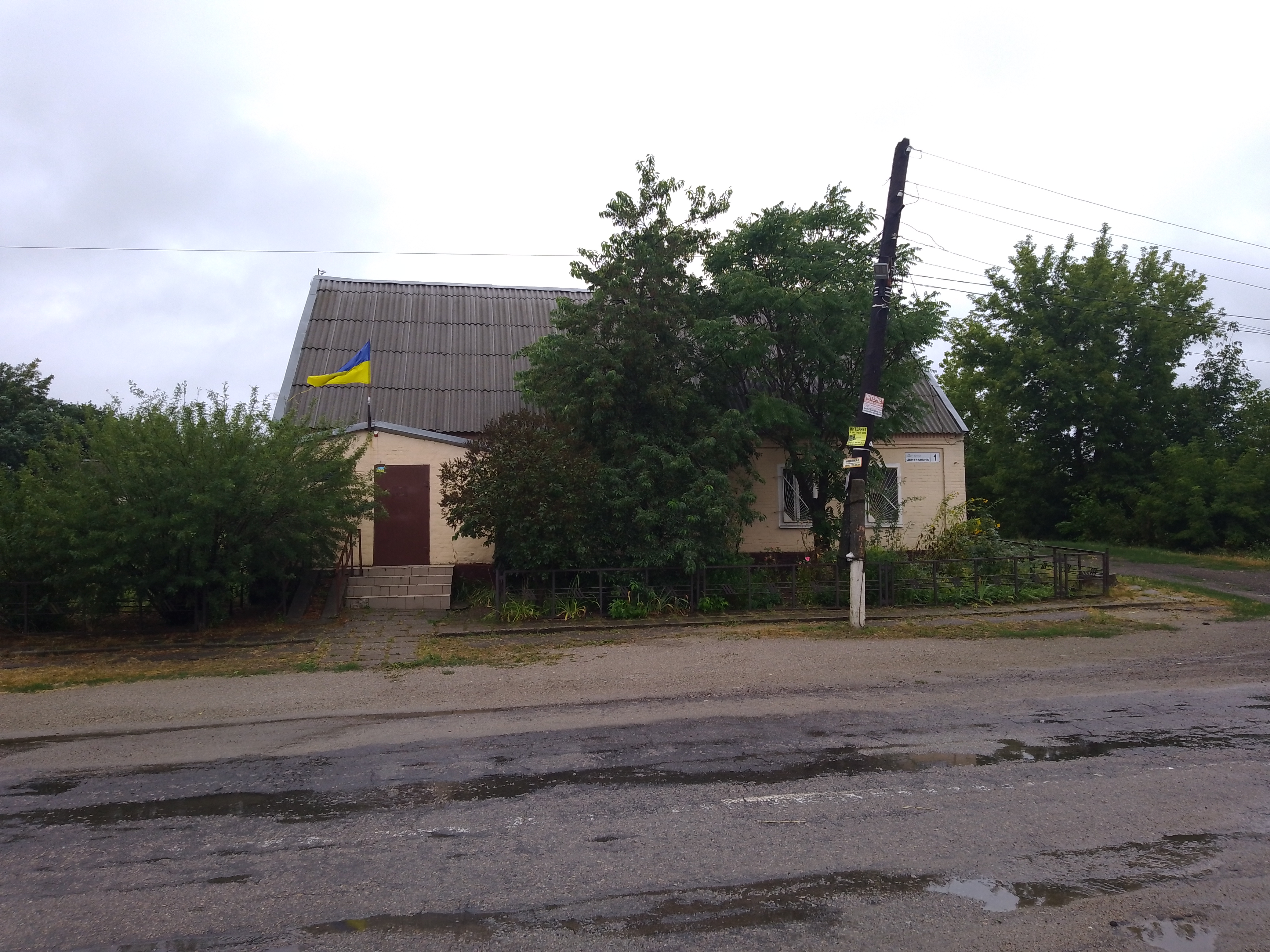
Будинок Широківської сільської ради

| Широківська сільська рада — колишній орган місцевого самоврядування у Запорізькому районі Запорізької області з адміністративним центром у с. Широке. Водоймища на території, підпорядкованій даній раді: р. Томаківка. Сільській раді підпорядковані населені пункти: - с. Широке - с. Водяне |

## Склад ради
Рада складається з 16 депутатів та голови.

### Керівний склад ради
| ПІБ                    | Основні відомості                                                    | Дата обрання | Дата звільнення |
| ---------------------- | -------------------------------------------------------------------- | ------------ | --------------- |
| Голосний Микола Якович | Сільський голова, 1968 року народження, освіта, член Партії регіонів | 26.03.2006   | 31.10.2010      |

Примітка: таблиця складена за даними джерела